# Medalla Goethe

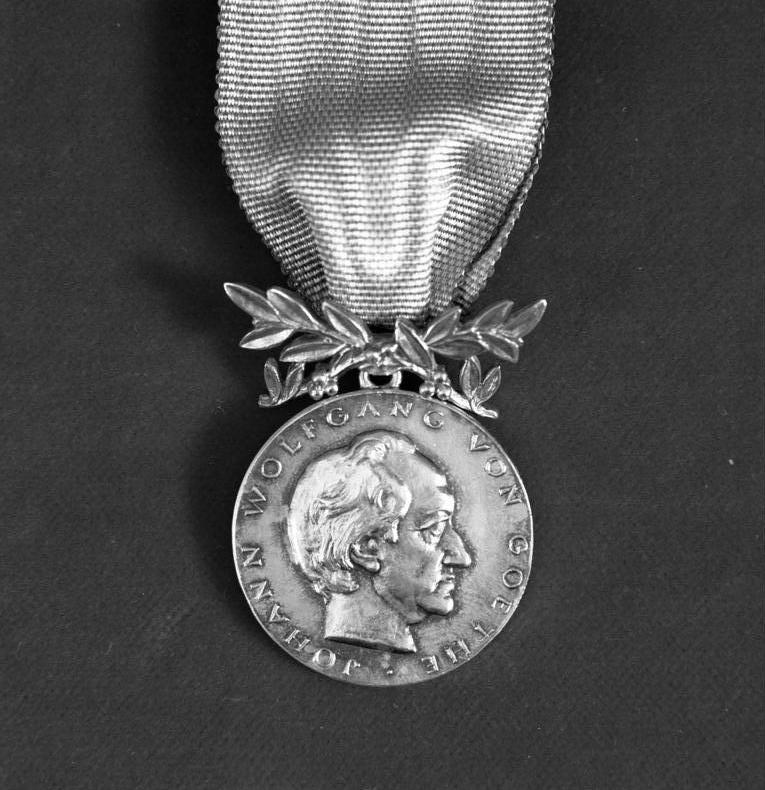
Medalla Goethe

La Medalla Goethe es un premio anual que concede el Instituto Goethe para honrar a personas no nacidas en Alemania por sus contribuciones meritorias en conseguir el fin del instituto, que es difundir la lengua y la cultura alemanas. Es una condecoración oficial de la República Federal de Alemania, hoy Alemania.
El premio se estuvo entregando, desde que se instituyó en 1955 hasta el 2008, el día 22 de marzo, aniversario de la muerte de Goethe. Desde el 2009, se ha venido entregando el 28 de agosto, aniversario del nacimiento del escritor.

## Galardonados con la Medalla Goethe[2]
| Año  | Premiado                                           | Actividad                                                                                         | País                  |
| ---- | -------------------------------------------------- | ------------------------------------------------------------------------------------------------- | --------------------- |
| 1933 | Walter Bloem                                       |                                                                                                   |                       |
| 1940 | Agnes Bluhm                                        |                                                                                                   |                       |
| 1940 | Joseph Wackerle                                    |                                                                                                   |                       |
|      | Gustl Waldau                                       |                                                                                                   |                       |
| 1957 | Murad Kamil                                        | Rector de la Escuela de Idiomas de El Cairo                                                       | Egipto                |
| 1957 | E. Gowrie Waterhouse                               | Profesor titular y jefe del Departamento de Alemán, Universidad de Sídney                         | Australia             |
| 1957 | Fritz Bormann                                      | Director de la Escuela Alemana en Montevideo                                                      | Alemania              |
| 1957 | Erich Fausel                                       | Profesor de alemán                                                                                | Alemania              |
| 1957 | Ludwig Franck                                      | Profesor de alemán, Universidad de Valladolid                                                     | Alemania              |
| 1957 | Kurt Magnus                                        | Presidente de los Institutos Goethe (1951-1962)                                                   | Alemania              |
| 1957 | Väinö Pekka Katara                                 | Germanista                                                                                        | Finlandia             |
| 1958 | Richard Samuel                                     | Profesor de Germanística, Universidad de Melbourne                                                | Australia             |
| 1958 | Louis L. Hammerich                                 | Profesor de Germanística, Universidad de Copenhague                                               | Dinamarca             |
| 1958 | Eugen Löffler                                      | Consejero ministerial en el Ministerio de Cultura                                                 | Alemania              |
| 1958 | Maurice Boucher                                    | Director del Instituto de Estudios Germánicos, Sorbona                                            | Francia               |
| 1958 | Maurice Colleville                                 | Profesor de la Facultad de Letras, París                                                          | Francia               |
| 1958 | Walter Horace Bruford                              | Profesor de Germanística, Universidad de Cambridge                                                | Reino Unido           |
| 1958 | Leonello Vincenti                                  | Catedrático de lengua y literatura alemanas, Universidad de Turín                                 | Italia                |
| 1958 | Ricardo Boettner                                   | Presidente de los institutos de cultura alemano-paraguayos                                        | Paraguay              |
| 1958 | Gustav Korlén                                      | Secretario general de la Sociedad Sueco-Alemana                                                   | Suecia                |
| 1958 | Gottfried Bohnenblust                              | Profesor titular de germanística, Universidad de Ginebra, Suiza                                   |                       |
| 1958 | J.H.W. Rosteutscher                                | Profesor titular de lengua y literatura alemanas, Universidad de Ciudad del Cabo, Sudáfrica       |                       |
| 1959 | Antenor Rojo                                       | Catedrático de Germanística, Universidad Estatal de Chile                                         | Chile                 |
| 1959 | Geneviève Bianquis                                 | Crítico literario                                                                                 | Francia               |
| 1959 | Bonaventura Tecchi                                 | Director del Instituto de Estudios Germánicos Roma                                                | Italia                |
| 1959 | Ryozo Niizeki                                      | Director del Departamento de Ciencias, Escuela de Formación de Profesores, Universidad de Saitana | Japón                 |
| 1959 | Barker Fairley                                     | Profesor de Alemán y Leiter der Deutschen Abteilung, Universidad de Toronto                       | Canadá                |
| 1959 | Karl Friedrich Höflich                             | Landesprobst der Deutsch-Lutherischen Kirche in Südwestafrika                                     | Namibia               |
| 1959 | Erik Rooth                                         | Profesor de Lengua alemana, Universidad de Lund                                                   | Suecia                |
| 1959 | Ralph Barstow Farrell                              | Profesor de Germanística, Universidad de Sídney                                                   | Australia             |
| 1960 | Robert Foncke                                      | Profesor de Lengua alemana y Literatura, Universidad de Gante                                     | Bélgica               |
| 1960 | Hamilcar Turelli                                   | Rechts- und Sozialwissenschaftler                                                                 | Brasil                |
| 1960 | Lorenzo Bianchi                                    | Catedrático de Lengua alemana y Literatura, Universidad de Bolonia                                | Italia                |
| 1960 | Tomio Tezuka                                       | Profesor de Germanística, Universidad de Tokio                                                    | Japón                 |
| 1960 | Hermann Boeschenstein                              | Profesor de Alemán, Universidad de Toronto                                                        | Canadá                |
| 1960 | Ingerid Dal                                        | Profesor de Germanística, Universidad de Oslo                                                     | Noruega               |
| 1960 | Albin Eduard Beau                                  | Generalsekretär des Deutschen Kulturinstituts de Lisboa                                           | Portugal              |
| 1960 | Paulo Quintela                                     | Profesor de filología alemana, Universidad de Coimbra                                             | Portugal              |
| 1960 | Ernst Feise                                        | Professor der deutschen Sprache und Literatura, Universidad de Baltimore                          | Estados Unidos        |
| 1960 | F. W. Strothmann                                   | Autor de libros de texto                                                                          | Estados Unidos        |
| 1961 | Schafik Mohammed Mahmud el-Aasy                    | Filósofo y Sociólogo                                                                              | Egipto                |
| 1961 | Hans Göttling                                      | Leiter deutsche Schule Bruselas                                                                   | Alemania              |
| 1961 | Franz Thierfelder                                  | Gründer des Goethe-Instituts 1932                                                                 | Alemania              |
| 1961 | Emil Öhmann                                        | Germanista, Universidad de Helsinki                                                               | Finlandia             |
| 1961 | Robert Minder                                      | Germanista, Collège de France, París                                                              | Francia               |
| 1961 | Ragunath V. Paranjpe                               | Lehrsuhlinhaber de Germanística, Universidad de Bombay                                            | India                 |
| 1961 | Zdenko Skreb                                       | Germanista, Universidad de Zagreb                                                                 | Croacia               |
| 1961 | Torsten Dahlberg                                   | Germanista, Universidad de Göteborg                                                               | Suecia                |
| 1961 | Jesús Gómez de Segura                              | Studienleiter der Fernunterrichtsanstalt Academia C.C.C., San Sebastian                           | España                |
| 1961 | Marie Schnieders                                   | Leiterin der Deutschen Abteilung des Smith College, Northampton                                   | Estados Unidos        |
| 1961 | Taylor Starck                                      | Leiter der germanistischen Abteilung, Universidad de Harvard                                      | Estados Unidos        |
| 1962 | Adolphe-Léon Corin                                 | Ordinarius de Lengua alemana y Literatura, Universidad de Lüttich                                 | Bélgica               |
| 1962 | Werner Golde                                       | Leiter der Deutschen Schule en Lima                                                               | Alemania              |
| 1962 | Ernand Metz                                        | Catedrático de Lengua alemana y Literatura, Universidad de Montpellier                            | Francia               |
| 1962 | Ellen Sharma                                       | Lector de Lengua alemana                                                                          | India                 |
| 1962 | Carlo Grünanger                                    | Ordinarius de Lengua alemana y Literatura, Universidad de Milán                                   | Italia                |
| 1962 | John Asher                                         | Profesor de germanische Sprach- y crítico literario, Universidad de Auckland                      | Nueva Zelanda         |
| 1962 | Theodorus Cornelis van Stockum                     | Historiador de la literatura                                                                      | Países Bajos          |
| 1962 | Paulus Svendsen                                    | Historiador                                                                                       | Noruega               |
| 1962 | Heinrich Edmund Karl Henel                         | Germanista, Universidad de Yale                                                                   | Estados Unidos        |
| 1962 | Hubert J. Meessen                                  | Presidente de la Universidad de Indiana                                                           | Estados Unidos        |
| 1962 | Heinz Friedrich Peters                             | Germanista, Portland State College                                                                | Estados Unidos        |
| 1963 | Hermann Uyttersprot                                | Profesor de Germanística, Universidad de Gante                                                    | Bélgica               |
| 1963 | Norman Balk                                        | Lector de Universidad de                                                                          | Alemania              |
| 1963 | Jean Fourquet                                      | Filólogo                                                                                          | Francia               |
| 1963 | Pierre-Paul Sagave                                 | Kulturwissenschaftler                                                                             | Francia               |
| 1963 | Giovanni Vittorio Amoretti                         | Ordinarius de Lengua alemana y Literatura, Universidad de Pisa                                    | Italia                |
| 1963 | Teizaburo Uchiyama                                 | Profesor de Literatura alemana, Universidad de Kansai                                             | Japón                 |
| 1963 | Léon Polak                                         | Germanista Hogere School voor Taal-en Letterkunde, La Haya                                        | Países Bajos          |
| 1963 | Marian Szyrocki                                    | Director del Instituts für Germanische Philologie, Universidad de Breslau                         | Polonia               |
| 1963 | Walter Berendsohn                                  | Crítico literario                                                                                 | Suecia                |
| 1963 | Bayard Morgan                                      | Leiter der Abteilung de Germanística, Universidad de Stanford                                     | Estados Unidos        |
| 1963 | Oskar Seidlin                                      | Profesor de Literatura alemana, Universidad de Ohio                                               | Estados Unidos        |
| 1964 | Egon Bork                                          | Konsulent für den Sprachunterricht am Staatlichen Dänischen Rundfunk                              | Dinamarca             |
| 1964 | Eyvind Holm                                        | Bibliotecario en la königlichen Bibliothek Copenhague                                             | Dinamarca             |
| 1964 | Max Grasmann                                       | Presidente de los Institutos Goethe (1962-1963)                                                   | Alemania              |
| 1964 | Claude David                                       | Filólogo e historiador de literatura                                                              | Francia               |
| 1964 | Frederick Norman                                   | Lector de Universidad de für Deutsch                                                              | Reino Unido           |
| 1964 | Tomio Tezuka                                       | Profesor de Germanística, Universidad de Tokio                                                    | Japón                 |
| 1964 | Emilio Lorenzo Criado                              | Catedrático de lingüística germánica de la Universidad Complutense de Madrid                      | España                |
| 1964 | Bernhard Blume                                     | Germanista e Historiador de la cultura                                                            | Estados Unidos        |
| 1964 | Costas Spyridakis                                  | Político de la educación                                                                          | Chipre                |
| 1965 | Richard Wolf                                       | Secretario general de los institutos Goethe (1958-1965)                                           | Alemania              |
| 1965 | Esko Väinö Pennanen                                | Vorsitzender des staatl. Ausschusses für Schüleraustausch und Studienreisen                       | Finlandia             |
| 1965 | César Santelli                                     | Beauftragter internationale Fragen im Ministère de l'Education Nationale                          | Francia               |
| 1965 | Roy Pascal                                         | Profesor de Germanística, Universidad de Birmingham                                               | Reino Unido           |
| 1965 | Elizabeth M. Wilkinson                             | Profesor de Germanística, University College Londres                                              | Reino Unido           |
| 1965 | Kathleen Cunningham                                | Leiterin der germ. Fakultät, University College of North Wales, Bangor Irland                     |                       |
| 1965 | Vittorio Santoli                                   | Profesor de Germanistica, Universidad de Florencia                                                | Italia                |
| 1965 | Waichi Sakurai                                     | Filósofo                                                                                          | Japón                 |
| 1965 | J. H. Schouten                                     | Germanista, Hochschule für die Lehrerausbildung in Modernen Sprachen und Geschichte               | Países Bajos          |
| 1965 | Gustav Korlén                                      | Secretario general del Schwedisch-deutschen Gesellschaft                                          | Suecia                |
| 1965 | B.A.T. Schneider                                   | Secretario del Afrikanisch-deutschen Kulturgemeinschaft                                           | Sudáfrica             |
| 1966 | Heinrich Bach                                      | Germanist                                                                                         | Dinamarca             |
| 1966 | Albert Fuchs                                       | Kulturwissenschaftler                                                                             | Francia               |
| 1966 | Leonard Wilson Forster                             | Profesor de germanistische Philologie, Universidad de Aarhus                                      | Reino Unido           |
| 1966 | Ernest Ludwig Stahl                                | Profesor de Lengua alemana y Literatura, Universidad de Oxford                                    | Reino Unido           |
| 1966 | Ladislao Mittner                                   | Ordinarius de Lengua alemana y Literatura, Universidad de Venecia                                 | Italia                |
| 1966 | Herman Meyer                                       | Presidente der Int. Vereinigung für Germanische Sprach- y crítico literario                       | Países Bajos          |
| 1966 | Curt von Faber du Faur                             | Profesor de Literatura alemana y Bibliografía, Universidad de Yale                                | Estados Unidos        |
| 1966 | Viktor Lange                                       | Director der Abteilung Lengua alemana y Literatura, Universidad de Princeton                      | Estados Unidos        |
| 1966 | William A. R. Parker                               | Crítico literario                                                                                 | Estados Unidos        |
| 1967 | Peter Jorgensen                                    | Profesor der germanischen Philologie, Universidad de Copenhague                                   | Dinamarca             |
| 1967 | Roger Ayrault                                      | Germanista y crítico literario                                                                    | Francia               |
| 1967 | Eugène Susini                                      | Director del germanistischen Abteilung der Sorbonne                                               | Francia               |
| 1967 | Eudo C. Mason                                      | Profesor de Germanística, Universidad de Edimburgo                                                | Reino Unido           |
| 1967 | George Harold Sylvester                            | Sozalwissenschaftler                                                                              | Reino Unido           |
| 1967 | Sadaichi Oyama                                     |                                                                                                   | Japón                 |
| 1967 | Viktor Schirmunski                                 | Historiador de la Literatura, Lingüista und Volkskundler                                          | Rusia                 |
| 1967 | Eduard Goldstücker                                 | Ordinarius de Germanística, Universidad de Praga                                                  |                       |
| 1968 | Armand Nivelle                                     | Profesor de Germanística, Universidad de Lüttich                                                  | Bélgica               |
| 1968 | Gabriela Leal de Sá Pereira                        | Ordinarius de Germanística, Universidad de Bahía                                                  | Brasil                |
| 1968 | Kaj Brynolf Lindgren                               | Profesor de filología germanística, Universidad de Helsinki                                       | Finlandia             |
| 1968 | Gertrud Seidmann                                   | Gründerin der Association of Teachers of German, Battersea Country School                         | Reino Unido           |
| 1968 | Segio Lupi                                         | Ordinarius de Lengua alemana y Literatura, Universidad de Turín                                   | Italia                |
| 1968 | Mario Sagara                                       | Ordinarius de Lengua alemana y Literatura, Universidad de Tokio                                   | Japón                 |
| 1968 | Robert Schinzinger                                 | Profesor de deutsche Geistesgeschichte an der Gakushuin-Universidad de Tokio                      | Japón                 |
| 1968 | Mumtaz Hasan                                       | Lyriker y filósofo                                                                                | Pakistán              |
| 1968 | Emilio Natividad                                   | Leiter der deutschen Abteilung, Universidad de Filipinas                                          |                       |
| 1968 | Stuart P. Atkins                                   | Profesor de Germanística, Universidad de California, Santa Bárbara                                | Estados Unidos        |
| 1968 | Erich Heller                                       | Profesor de Germanística, Universidad del Noroeste                                                | Estados Unidos        |
| 1969 | Erik Lunding                                       | Profesor de Literatura alemana, Universidad de Aarhus                                             | Dinamarca             |
| 1969 | Ralph Barstow Farrell                              | Profesor de Germanística, Universidad de Sídney                                                   | Australia             |
| 1969 | Steffen Steffensen                                 | Filólogo                                                                                          | Dinamarca             |
| 1969 | Ronald Peacock                                     | Profesor de Germanística, Bedford College Londres                                                 | Reino Unido           |
| 1969 | Milos Djordjevic                                   | Profesor de Germanística, Universidad de Belgrado                                                 | Yugoslavia            |
| 1969 | Cornelis Soeteman                                  | Germanista y Crítico literario                                                                    | Países Bajos          |
| 1969 | Bruno Colbert                                      | Profesor de Germanística, Universidad de Bucarest                                                 | Rumania               |
| 1969 | Harold Jantz                                       | Profesor de Germanística, Universidad de Baltimore                                                | Estados Unidos        |
| 1969 | Heinz Politzer                                     | Profesor de Germanística, Universidad de California, Berkeley                                     | Estados Unidos        |
| 1970 | Dora Schulz                                        | Autor de libros de texto                                                                          | Alemania              |
| 1970 | Pierre Bertaux                                     | Ordinarius de Germanística, Universidad de Lille                                                  | Francia               |
| 1970 | Sun Hang-Sok                                       | Dramaturgo y crítico literario                                                                    | Corea del Sur         |
| 1970 | Zdenko Skreb                                       | Germanista                                                                                        | Croacia               |
| 1970 | Paul Bernhard Wessels                              | Ordinarius de Literatura alemana, Universidad de Nijmwegen                                        | Países Bajos          |
| 1970 | Mihai Isbacescu                                    | Catedrático de Lengua alemana y Literatura, Universidad de Bucarest                               | Rumania               |
| 1970 | Axel Mante                                         | Profesor de instituto                                                                             | Suecia                |
| 1970 | Max Wehrli                                         | Historiador de la literatura                                                                      | Suiza                 |
| 1970 | Franz Giet                                         | Germanista y Lingüista                                                                            | República de China    |
| 1970 | William G. Moulton                                 | Lingüista                                                                                         | Estados Unidos        |
| 1970 | Frank Glessner Ryder                               | Director de la Germanistischen Fakultär, Universidad de Indiana                                   | Estados Unidos        |
| 1971 | Präs. Freddy de Medicis                            | Político de la educación                                                                          | Bélgica               |
| 1971 | Erwin Theodor Rosenthal                            | Germanista y crítico literario                                                                    | Brasil                |
| 1971 | Udo Rukser                                         | Escritor y Publicista                                                                             | Chile                 |
| 1971 | William Witte                                      | Ordinarius de Germanística, Universidad de Aberdeen                                               | Reino Unido           |
| 1971 | Alfredo Bondi                                      | Presidente de los Nationalen Filólogo-Verbands                                                    | Italia                |
| 1971 | Sadaichi Oyama                                     |                                                                                                   | Japón                 |
| 1971 | Dusan Ludvik                                       | Germanista y crítico literario                                                                    | Eslovenia             |
| 1971 | Vladimir G. Admoni                                 | Lingüista y Sprachwissenschaftler                                                                 | Rusia                 |
| 1971 | Peter Demetz                                       | Leiter der Germanistischen Fakultät, Universidad de Yale                                          | Estados Unidos        |
| 1972 | J. Alan Pfeffer                                    | Ordinarius de Germanística, Universidad de Pittsburg                                              | Estados Unidos        |
| 1972 | Dominique Iehl                                     | Profesor de neuere Literatura alemana y Germanística                                              | Francia               |
| 1972 | Keiji Nishitani                                    | Teólogo y filósofo                                                                                | Japón                 |
| 1972 | Miljan Mojasevic                                   | Ordinarius am Seminar de Lengua alemana y Literatura, Universidad de Belgrado                     | Serbia                |
| 1973 | Hans Eichner                                       | Director der Germanistischen Fakultät, Universidad de Toronto                                     | Canadá                |
| 1973 | Jacobus Bernardus Drewes                           | Sozialwissenschaftler                                                                             | Países Bajos          |
| 1973 | Paulo Quintela                                     | Profesor de germanische Philologie, Universidad de Coimbra                                        | Portugal              |
| 1973 | Chetana Nagavajara                                 | Dozent an der deutschen Abteilung, Silpakorn Universidad de                                       | Tailandia             |
| 1973 | Wolfgang Michael                                   | Profesor de Germanisticak, Universidad de Texas                                                   | Estados Unidos        |
| 1973 | Joseph François Angelloz                           | Literatur- und Sprachwissenschaftler                                                              | Francia               |
| 1973 | Pierre Grappin                                     | Catedrático de Germanística, Universidad de Nanterre                                              | Francia               |
| 1973 | Trevor David Jones                                 | Profesor de Germanistica, Universidad de Cambridge                                                | Reino Unido           |
| 1973 | Siegbert Salomon Prawer                            | Profesor de Lengua alemana y Literatura, Queens College, Oxford                                   | Reino Unido           |
| 1973 | Marianello Marianelli                              | Ordinarius de Lengua alemana y Literatura, Universidad de Pisa                                    | Italia                |
| 1974 | Luciano Zagari                                     | Filósofo                                                                                          | Italia                |
| 1974 | Victor Zmegac                                      | Crítico literario                                                                                 | Croacia               |
| 1974 | Eric William Herd                                  | Profesor de Germanística y Leiter der Germanistischen Abteilung, Universidad de Otago             | Nueva Zelanda         |
| 1974 | Ludwik Zabrocki                                    | Leiter des Lehrstuhls für germanische Sprachen                                                    | Polonia               |
| 1974 | Gert Mellbourn                                     | Director del Germanistischen Instituts, Universidad de Estocolmo                                  | Suecia                |
| 1974 | Gerhard Schulz                                     | Director de la Germanistischen Fakultät, Universidad de Melbourne                                 | Australia             |
| 1974 | Konstantin Galaboff                                | Gründer des Lehrstuhls de Filología alemana y Literatura, Universidad de Sofía                    | Bulgaria              |
| 1975 | Henry Burnard Garland                              | Leiter des German Department der Universidad de Exeter                                            | Reino Unido           |
| 1975 | Frederick P. Pickering                             | Profesor de Germanística, Universidad de Reading                                                  | Reino Unido           |
| 1975 | Bernhard Börschenstein                             | Crítico literario suizo                                                                           |                       |
| 1975 | Joseph Breitbach                                   | Escritor y traductor                                                                              | Francia               |
| 1975 | Alfred Grosser                                     | Politikwissenschaftler                                                                            | Francia               |
| 1976 | Pierre-Paul Sagave                                 | Geisteswissenschaftler                                                                            | Francia               |
| 1976 | Elichi Kikuchi                                     | Leiter des germanistischen Seminars an der Nikon-Universidad                                      | Japón                 |
| 1976 | Waichi Sakurai                                     | Filósofo                                                                                          | Japón                 |
| 1976 | John Asher                                         | Profesor de Germanística Sprach- y Crítico literario, Universidad de Auckland                     | Nueva Zelanda         |
| 1976 | Ingerid Dal                                        | Profesor de Germanística en la Universidad de Oslo                                                | Noruega               |
| 1977 | Lars Hermodsson                                    | Director del Deutschen Instituts de la Universidad de Uppsala                                     | Suecia                |
| 1977 | Karl Hyldgaard-Jensen                              | Direktor des Instituts de Filología Germanística, Universidad de Copenhague                       | Dinamarca             |
| 1977 | Baburao B. Kulkarni                                | Lingüista                                                                                         | India                 |
| 1977 | Ragunath V. Paranjpe                               | Leiter der Germanistischen Fakultät, Universidad de Bombay                                        | India                 |
| 1979 | Hikaru Tsuji                                       | Abteilungsleiter des Deutschen Seminars an der Universidad de Tokio                               | Japón                 |
| 1979 | J. J. M. Aler                                      | Kulturwissenschaftler                                                                             | Países Bajos          |
| 1979 | Laurits Salveit                                    | Kulturwissenschaftler                                                                             | Noruega               |
| 1979 | Sadi Irmak                                         | Ministerpräsident                                                                                 | Turquíai              |
| 1979 | Moustafa Maher                                     | Leiter der Deutschen Abteilung der Ain-Shams Universität                                          | Egipto                |
| 1980 | Joseph Peter Maria Stern                           | Leiter der Germanistischen Fakultät, University College Londres                                   | Reino Unido           |
| 1980 | Claudio Magris                                     | Crítico literario                                                                                 | Italia                |
| 1980 | Dusan Tomovski                                     | Catedrático de Germanística en Skopje                                                             | Macedonia del Norte   |
| 1980 | Walter Koch                                        | Catedrático de Germanística en la Bundesuniversität Porto Alegre                                  | Brasil                |
| 1981 | Rudolf Ernst Keller                                | Professor der deutschen Sprache und Literatura, Universidad de Mánchester                         | Reino Unido           |
| 1981 | Eijiro Iwasaki                                     | Lingüista                                                                                         | Japón                 |
| 1981 | Ekrem Akurgal                                      | Arqueólogo                                                                                        | Turquía               |
| 1981 | A. Leslie Wilson                                   | Profesor de Germanística, Universidad de Cambridge                                                | Estados Unidos        |
| 1981 | Henri Jean Camille Plard                           | Crítico literario                                                                                 | Bélgica               |
| 1982 | Guohao Li                                          | Wissenschaftler                                                                                   | China                 |
| 1982 | Lauri Seppänen                                     | Profesor de Filología Germánica, Universidad de Tampere                                           | Finlandia             |
| 1982 | Panajotis Kanellopoulos                            | Político                                                                                          | Grecia                |
| 1982 | Werner Kraft                                       | Crítico literario y escritor                                                                      | Israel                |
| 1982 | Cesare Cases                                       | Ordinarius de Lengua alemana y Literatura, Universidad de Turín                                   | Italia                |
| 1983 | Robert Allan Spencer                               | Historiador                                                                                       | Canadá                |
| 1983 | Bruno Bettelheim                                   | Psicólogo infantil                                                                                | Estados Unidos        |
| 1983 | Norberto Silvetti Paz                              | Escritor y traductor                                                                              | Argentina             |
| 1983 | Feng Zhi                                           | Lyriker y Traductor                                                                               | China                 |
| 1983 | Joseph Rovan                                       | Politikwissenschaftler                                                                            | Francia               |
| 1984 | Robert David MacDonald                             | Theaterintendant y dramaturgo                                                                     | Reino Unido           |
| 1984 | Antal Mádl                                         | Director des Germanistischen Seminars der Universidad de Budapest                                 | Hungría               |
| 1985 | Helen Wolff                                        | Editorin                                                                                          | Estados Unidos        |
| 1985 | Alokeranjan Dasgupta                               | Traductor y crítico literario                                                                     | India                 |
| 1985 | Marc Scheps                                        | Historiador de la cultura                                                                         | Israel                |
| 1985 | Stefan Popa                                        | Traductor y Redactor                                                                              | Rumania               |
| 1985 | Bo Johannes Edfeldt                                | Escritor                                                                                          | Suecia                |
| 1986 | Ernesto Frederico Garzón Valdés                    | Jurista y traductor                                                                               | Argentina             |
| 1986 | Michael Hamburger                                  | Crítico literario y traductor                                                                     | Reino Unido           |
| 1986 | Chaim Isaak                                        | Redactor y traductor                                                                              | Israel                |
| 1986 | Seiro Mayekawa                                     | Historiador de la cultura                                                                         | Japón                 |
| 1987 | Gordon A. Craig                                    | Historiador E.U.A.                                                                                | Reino Unido (Escocia) |
| 1987 | Theodore Ziolkowski                                | Historiador                                                                                       | Estados Unidos        |
| 1987 | Pierre Boulez                                      | Compositor y director                                                                             | Francia               |
| 1987 | Pavica Mrazovic                                    | Germanista                                                                                        | Serbia                |
| 1988 | Moric Mittelmann-Dedinsky                          | Crítico literario, Lingüista y traductor                                                          | Eslovaquia            |
| 1988 | Cristóbal Halffter                                 | Compositor y director                                                                             | España                |
| 1988 | George L. Mosse                                    | Historiador                                                                                       | Estados Unidos        |
| 1988 | Pierre Bourdieu                                    | Sociólogo                                                                                         | Francia               |
| 1988 | Giorgio Strehler                                   | Director de teatro y Dramaturgo                                                                   | Italia                |
| 1989 | Carlos Bernardo Gutiérrez                          | Filósofo                                                                                          | Colombia              |
| 1989 | Guy Stern                                          | Profesor de Germanistica y Vergleichende Crítico literario                                        | Estados Unidos        |
| 1989 | Jacques Grandjonc                                  | Profesor de Lengua alemana y Literatura                                                           | Francia               |
| 1989 | Ernst Gombrich                                     | Historiador de la cultura                                                                         | Austria/ Reino Unido  |
| 1989 | Nigel B. R. Reeves                                 | Sprachwissenschaftler                                                                             | Reino Unido           |
| 1990 | Eda Sagarra                                        | Leiterin des Instituts de Germanística, Trinity College Dublín                                    |                       |
| 1990 | György Ligeti                                      | Compositor                                                                                        | Hungría               |
| 1990 | Hilde Spiel                                        | Escritor, traductor y periodista                                                                  |                       |
| 1990 | Hubert Orlowski                                    | Profesor de Germanística, Universidad de Posen                                                    |                       |
| 1990 | Thomas Messer                                      | Historiador de la cultura                                                                         |                       |
| 1991 | Hans Sahl                                          | Escritor, traductor y periodista                                                                  |                       |
| 1991 | Leslie Bodi                                        | Leiter der Deutschabteilung, Monash-Universität Melbourne                                         |                       |
| 1991 | Panajotis Kondylis                                 | Editor                                                                                            |                       |
| 1991 | Sir Eduardo Paolozzi                               | Bildhauer                                                                                         | Escocia               |
| 1991 | Jan Hoet                                           | Comisario de arte, Künstlerischer Leiter Documenta IX                                             | Bélgica               |
| 1992 | Hugo Rokyta                                        | Historiador de la literatura y Denkmalpfleger                                                     |                       |
| 1992 | Karl Raimund Popper                                | Filósofo y pensador                                                                               | Austria               |
| 1992 | Elisabeth Augustin                                 | Escritor                                                                                          |                       |
| 1993 | Adam Krzemiński                                    | Germanista y publicista                                                                           | Polonia               |
| 1993 | José Maria Carandell                               | Ensayista y escritor                                                                              |                       |
| 1993 | Michel Tournier                                    | Escritor                                                                                          | Francia               |
| 1993 | Patrice Chéreau                                    | Director de cine, teatro y ópera, además de productor, actor y guionista                          | Francia               |
| 1994 | Paolo Chiarini                                     | Ordinarius de Germanística, Universidad de Roma La Sapienza                                       | Italia                |
| 1994 | István Szabó                                       | Director de cine                                                                                  | Hungría               |
| 1994 | Graciela Paraskevaídis                             | Compositora                                                                                       | Argentina/ Uruguay    |
| 1994 | Billy Wilder                                       | Cineasta                                                                                          | Estados Unidos        |
| 1994 | Per Øhrgaard                                       | Profesor de Deutsche Philologie, Universidad de Copenhague                                        |                       |
| 1995 | Ada Brodsky                                        | Escritor y traductor                                                                              |                       |
| 1995 | Laila Naim                                         | Escritor y filósofo                                                                               |                       |
| 1995 | José María Pérez Gay                               | Escritor y traductor                                                                              | México                |
| 1995 | Naum Kleiman                                       | Historiador de cine                                                                               |                       |
| 1995 | Isang Yun                                          | Compositor                                                                                        | Corea del Sur         |
| 1995 | Hermann Walther von der Dunk                       | Historiador                                                                                       |                       |
| 1996 | Suzanne Pagé                                       | Historiador de la cultura                                                                         |                       |
| 1996 | Philip Brady                                       | Leiter der Germanistischen Fakultär, Universidad de Londres                                       |                       |
| 1996 | Naoji Kimura                                       | Catedrático de Germanística, Sophia-Universidad de Tokio                                          |                       |
| 1996 | Ioanna Kuçuradi                                    | Filósofo                                                                                          |                       |
| 1996 | Jan Kren                                           | Historiador                                                                                       |                       |
| 1997 | Gian Enrico Rusconi                                | Politikwissenschaftler                                                                            |                       |
| 1997 | Rolf Liebermann                                    | Compositor y autor                                                                                | Suiza                 |
| 1997 | Nam June Paik                                      | Videokünstler y compositor                                                                        | Corea del Sur         |
| 1997 | Sebastian K. Bemile                                | Lingüista, germanista y traductor                                                                 |                       |
| 1997 | Miguel Sáenz Sagaseta de Ilúrdoz                   | Autor y traductor                                                                                 | España                |
| 1998 | Ralf Dahrendorf                                    | Publicista y Kulturwissenschaftler                                                                | Alemania              |
| 1998 | Sudhir Karar                                       | Psychoanalytiker und Buchautor                                                                    |                       |
| 1998 | Takashi Oshio                                      | Profesor de Germanistica, Universidad Chuo, Tokio                                                 | Japón                 |
| 1998 | Joao Barrento                                      | Ensayista, traductor y Literaturkritiker                                                          |                       |
| 1998 | Claire Kramsch                                     | Profesor de Germanística, Universidad de Berkeley                                                 |                       |
| 1999 | Michel Bataillon                                   | Theatermacher                                                                                     |                       |
| 1999 | Dani Karavan                                       | Maler, Bildhauer, Installationskünstler                                                           | Israel                |
| 1999 | Leoluca Orlando                                    | Rechtswissenschaftler y político                                                                  | Italia                |
| 1999 | Jiří Gruša                                         | Escritor, poeta y diplomático                                                                     | Checoslovaquia        |
| 1999 | Andrei Pleșu                                       | Teólogo y político                                                                                |                       |
| 2000 | Nicholas Boyle                                     |                                                                                                   |                       |
| 2000 | György Konrád                                      | Escritor                                                                                          | Hungría               |
| 2000 | Daniel Libeskind                                   | Arquitecto                                                                                        | Polonia               |
| 2000 | Sara Sayin                                         |                                                                                                   |                       |
| 2000 | George Tabori                                      | Escritor y director de teatro                                                                     | Hungría               |
| 2000 | Abdel-Ghaffar Mikkawy                              |                                                                                                   |                       |
| 2001 | Ali Ahmed Said, Adonis                             | Poeta y escritor                                                                                  | Siria                 |
| 2001 | Sofia Gubaidulina                                  | Compositora                                                                                       | Rusia                 |
| 2001 | Gerardo Marotta                                    |                                                                                                   |                       |
| 2001 | Werner Spies                                       | Historiador, director de museo                                                                    | Alemania              |
| 2002 | Werner Michael Blumenthal                          | Secretario de Estado del Tesoro                                                                   | Estados Unidos        |
| 2002 | Georges-Arthur Goldschmidt                         | Escritor                                                                                          | Alemania              |
| 2002 | Francisek Grucza                                   |                                                                                                   |                       |
| 2002 | Touradj Rahnema                                    |                                                                                                   |                       |
| 2002 | Antonio Skármeta                                   | Escritor                                                                                          | Chile                 |
| 2003 | Lenka Reinerová                                    | Escritora                                                                                         | Checoslovaquia        |
| 2003 | Jorge Semprún                                      | Escritor                                                                                          | España                |
| 2004 | Mohan Agashe                                       | Actor                                                                                             | India                 |
| 2004 | Imre Kertész                                       | Escritor                                                                                          | Hungría               |
| 2004 | Paul Michael Lützeler                              |                                                                                                   |                       |
| 2004 | Anatoli A. Michailow                               |                                                                                                   |                       |
| 2004 | Sergio Paulo Rouanet                               |                                                                                                   |                       |
| 2005 | Samuel Assefa                                      |                                                                                                   |                       |
| 2005 | Ruth Klüger                                        | Profesor de alemán                                                                                | Austria               |
| 2005 | Dmytro Volodymyrovych Satonsky                     |                                                                                                   |                       |
| 2005 | Yoko Tawada                                        | Escritor                                                                                          | Japón                 |
| 2005 | Simone Young                                       | Director de orquesta                                                                              | Australia             |
| 2006 | Vera San Payo de Lemos                             |                                                                                                   |                       |
| 2006 | Giwi Margwelaschwili                               | Escritor                                                                                          | Georgia               |
| 2006 | Said                                               | Escritor                                                                                          | Irán                  |
| 2007 | Daniel Barenboim                                   | Director de orquesta                                                                              | Argentina             |
| 2007 | Dezső Tandori                                      | Escritor                                                                                          | Hungría               |
| 2007 | Min'Gi Kim                                         | Director de orquesta y compositor                                                                 | Corea del Sur         |
| 2008 | Gholam Dastgir Behbud                              | Germanista                                                                                        | Afganistán            |
| 2008 | Bernard Sobel                                      | Director de teatro                                                                                | Francia               |
| 2008 | John E. Woods                                      | Traductor                                                                                         | Estados Unidos        |
| 2009 | Lars Gustafsson                                    | Novelista y filósofo                                                                              | Suecia                |
| 2009 | Victor Scoradet                                    | Crítico teatral y traductor                                                                       | Rumania               |
| 2009 | Sverre Dahl                                        | Traductor                                                                                         | Noruega               |
| 2010 | Ágnes Heller                                       | Filósofo                                                                                          | Hungría               |
| 2010 | Fuad Rifka                                         | Poeta, traductor y filósofo                                                                       | Líbano                |
| 2010 | John Spalek                                        | Germanista e investigador                                                                         | Estados Unidos        |
| 2011 | John le Carré                                      | Novelista                                                                                         | Reino Unido           |
| 2011 | Adam Michnik                                       | Publicista                                                                                        | Polonia               |
| 2011 | Ariane Mnouchkine                                  | Director de teatro                                                                                | Francia               |
| 2012 | Bolat Atabayev                                     | Escritor, director de teatro y activista por los DD.HH.                                           | Kazajistán            |
| 2012 | Dževad Karahasan                                   | Escritor y teórico literario                                                                      | Bosnia y Herzegovina  |
| 2012 | Irena Veisaitė                                     | Dramaturgo                                                                                        | Lituania              |
| 2013 | Mahmoud Hosseini Zad                               | Escritor y traductor                                                                              | Irán                  |
| 2013 | Naveen Kishore                                     | Editor y Künstler                                                                                 | India                 |
| 2013 | Petros Markaris                                    | Autor y Presidente des Nationalen Buchzentrums Griechenlands                                      | Grecia                |
| 2014 | Krystyna Meissner                                  | Director e intendente de teatro                                                                   | Polonia               |
| 2014 | Gerard Mortier                                     | Intendente de teatro y de ópera                                                                   | Bélgica               |
| 2014 | Robert Wilson                                      | Director de teatro                                                                                | Estados Unidos        |
| 2015 | Sadik Al-Azm                                       | Filósofo y autor                                                                                  | Siria                 |
| 2015 | Neil MacGregor                                     | Historiador de la cultura y director de teatro                                                    |                       |
| 2015 | Eva Sopher                                         | Kulturmanagerin y Presidente der Stiftung Theatro São Pedro                                       | Brasil                |
| 2016 | Akinbode Akinbiyi                                  | Fotógrafo                                                                                         | Nigeria               |
| 2016 | Jurij Andruchowytsch                               | Escritor                                                                                          | Ucrania               |
| 2016 | Dawit Lortkipanidse                                | Director de museo                                                                                 | Georgia               |
| 2017 | Urvashi Butalia                                    | Editora y activista feminista                                                                     | India                 |
| 2017 | Emily Nasrallah                                    | Escritora y activista de derechos humanos                                                         | Líbano                |
| 2017 | Irina Scherbakowa                                  | Historiadora y periodista                                                                         | Rusia                 |
| 2018 | Heidi Abderhalden y Rolf Abderhalden (Mapa Teatro) | Directores de la compañía de teatro Mapa Teatro                                                   | Colombia              |
| 2018 | Claudia Andujar                                    | Fotógrafa y activista de derechos humanos                                                         | Brasil                |
| 2018 | Péter Eötvös                                       | Compositor y director de orquesta                                                                 | Hungría               |
| 2019 | Enkhbat Roozon                                     | Editor, autor de libros y periodista político                                                     |                       |
| 2019 | Shirin Neshat                                      | Artista y director de cine                                                                        | Irán                  |
| 2019 | Doğan Akhanlı                                      | Autor freelance                                                                                   |                       |
| 2020 | Zukiswa Wanner                                     | Escritor, editor y curator                                                                        | Zambia                |
| 2020 | Ian McEwan                                         | Escritor                                                                                          | Inglaterra            |
| 2020 | Elvira Espejo Ayca                                 | Artista y director de museo                                                                       | Bolivia               |
| 2021 | Marilyn Douala Bell                                | Socioeconomista                                                                                   |                       |
| 2021 | Toshio Hosokawa                                    | Compositor                                                                                        | Japón                 |
| 2021 | Wen Hui                                            | Coreógrafo                                                                                        | China                 |
| 2024 | Claudia Cabrera                                    | Traductora teatral y literaria                                                                    | México                |
| 2024 | Carmen Romero Quero                                | Fundadora, comisaria y directora del festival "Teatro a Mil"                                      | Chile                 |
| 2024 | Iskra Geshoska                                     | Historiadora del arte y gestora cultural                                                          | Macedonia del Norte   |